# Imacon
Imacon är en världsledande tillverkare av highend-skannrar från Danmark. Imacon grundades 1995 av den danske ingenjören Christian Poulsen, och köptes 2004 av svenska Hasselblad, som det då blev en del av under namnet Hasselblad Imacon.